# Maëlys Bougrat
Maëlys Bougrat (* 21. März 2002) ist eine französische Tennisspielerin.

## Karriere
Bougrat spielt vorwiegend auf Turnieren der ITF Women’s World Tennis Tour, bei denen sie bislang einen Titel im Doppel gewinnen konnte.
2017 erhielt sie zusammen mit ihrer Partnerin Émeline Dartron eine Wildcard für das Juniorinnendoppel der French Open. Die Paarung verlor aber bereits ihr erstes Match gegen Liang En-shuo und Wang Xinyu mit 6:2, 4:6 und [4:10].

## Turniersiege

### Doppel
| Nr. | Datum        | Turnier | Kategorie | Belag        | Partnerin       | Finalgegnerinnen                | Ergebnis |
| --- | ------------ | ------- | --------- | ------------ | --------------- | ------------------------------- | -------- |
| 1.  | 9. März 2019 | Amiens  | ITF W15   | Sand (Halle) | Émeline Dartron | Angelica Moratelli Anna Popescu | 6:3, 6:2 |